# بورناپرولول
بورناپرولول (انگلیسی: Bornaprolol) یک آنتاگونیست بتا آدرنرژیک است.